# Stenoma catenifer
Stenoma catenifer es una especie de polilla del género Stenoma, orden Lepidoptera.
Fue descrita científicamente por Walsingham en 1912.

## Distribución
Se distribuye por Guatemala y Panamá.